# Малишева (смт)
Ма́лишева (рос. Малышева) — селище міського типу, центр Малишевського міського округу Свердловської області.
Населення — 9544 особи (2010, 10121 у 2002).